# Halo (сериал)
«Halo» — американский боевой научно-фантастический сериал, разработанный Кайлом Килленом и Стивеном Кейном для стримингового сервиса Paramount+ на основе одноимённой серии игр. Рассказывает о войне XXVI века между Космическим командованием Объединённых Наций (ККОН) и Ковенантом, теократическим военным альянсом нескольких продвинутых инопланетных рас, решивших уничтожить человеческую расу. Чтобы победить в этой войне, люди начинают производство спартанцев — модифицированных бойцов.
Главные роли в сериале сыграли Пабло Шрайбер и Шабана Азми. Премьера первого сезона состоялась 24 марта 2022 года, премьера второго и последнего — 8 февраля 2024 года.

## Сюжет
Действие сериала происходит в рамках собственной «Серебряной временной линии», которая отделена от основного канона серии игр. Первый сезон показывает эпический конфликт XXVI века между человечеством и инопланетной угрозой, известной как Ковенант. События второго сезона разворачиваются спустя шесть месяцев. Человечество теряет мир за миром под натиском Ковенанта, и мастер Чиф принимает бой, чтобы не допустить окончательное поражение.

## В ролях
= Главная роль в сезоне
     = Второстепенная роль в сезоне
     = Гостевая роль в сезоне
     = Не появляется

### Главные роли
| Пабло Шрайбер       | Мастер Чиф Джон-117   | 9 | 8 | 17 |
| Шабана Азми         | Маргарет Парангоски   | 7 | 6 | 13 |
| Наташа Кульзак      | Риз-028               | 8 | 5 | 13 |
| Олив Грей           | Миранда Киз           | 8 | 3 | 11 |
| Ерин Ха             | Кван Ха               | 7 | 7 | 14 |
| Бентли Калу         | Ваннак-134            | 8 | 5 | 13 |
| Кейт Кеннеди        | Кай-125               | 8 | 7 | 15 |
| Чарли Мёрфи         | Маки                  | 7 | 7 | 14 |
| Дэнни Сапани        | Джейкоб Киз           | 7 | 3 | 10 |
| Джен Тейлор         | Кортана               | 6 | 6 | 12 |
| Кристина Беннингтон | Кортана               |   | 7 | 7  |
| Боким Вудбайн       | Сорен-066             | 5 | 7 | 12 |
| Наташа Макэлхон     | Кэтрин Элизабет Холси | 8 | 7 | 15 |
| Джозеф Морган       | Джеймс Акерсон        |   | 7 | 7  |
| Фиона О’Шонесси     | Лаэра                 | 3 | 7 | 10 |
| Кристина Родло      | Талия Перес           |   | 7 | 7  |
| Виктор Окерблом     | Вар 'Гатанай / Арбитр |   | 8 | 8  |
| Тайлан Бейли        | Кесслер               | 3 | 5 | 8  |
| Гарри Ллойд         | Монитор               |   | 1 | 1  |
| Всего эпизодов      | Всего эпизодов        | 9 | 8 | 17 |

- Пабло Шрайбер — Мастер Чиф Джон-117, генетически модифицированный суперсолдат, известный как «Спартанец-117»
  - Логан Ширер в роли подростка Джона
  - Каспер Кнопф в роли ребёнка Джона
- Шабана Азми — адмирал Маргарет Парангоски, директор Управления военно-морской разведки
- Наташа Кульзак — Риз-028, спартанец, член Серебряного отряда
- Олив Грей — командир Миранда Киз, офицер и учёный ККОН, дочь Джейкоба Киза и Кэтрин Холси
- Ерин Ха — Кван Ха, подросток-повстанец с внешней колонии планеты Мадригал
- Бентли Калу — Ваннак-134, спартанец, член Серебряного отряда
- Кейт Кеннеди — Кай-125, спартанец, член Серебряного отряда
- Чарли Мёрфи — Маки, человеконенавистнический член Ковенанта, которую Иерархи вырастили как «Благословенную»
- Дэнни Сапани — капитан Джейкоб Киз, опытный офицер ККОН, отец Миранды Киз
- Джен Тейлор и Кристина Беннингтон — Кортана, конструкция искусственного интеллекта (ИИ), созданная по образцу мозга доктора Холси и имплантированная в мозг Мастера Чифа
- Боким Вудбайн — Сорен-066, спартанец-дезертир, который позже стал лидером повстанцев на Раббл
- Наташа Макэлхон — доктор Кэтрин Элизабет Холси, учёный ККОН и создательница проекта «Спартанец-II», мать Миранды Киз
- Джозеф Морган — полковник Джеймс Акерсон
- Фиона О’Шонесси — Лаэра, жена Сорена, мать Кесслера
- Кристина Родло — Талия Перес
- Виктор Окерблом — Вар 'Гатанай / Арбитр
- Тайлан Бейли — Кесслер, сын Лаэры и Сорена
- Гарри Ллойд — Монитор

### Второстепенные роли
- Бёрн Горман — Виншер Грат, политик и сотрудник ККОН, подавляющий повстанческое движение на Мадригале
- Райан Макпарланд — доктор Адун Сали, ассистент доктора Холси
- Сара Риджуэй — мать Джона
- Дункан Поу — отец Джона
- Джулиан Блич — Пророк Милосердия, один из иерархов Ковенанта
- Кир Дулли — Адмирал флота лорд Терренс Худ, высокопоставленный офицер ККОН
- Гун Чон-хван — Джин Ха, отец Кван Ха, лидер повстанцев на Мадригале

## Эпизоды

### Cезон 1 (2022)
| № | Название                         | Режиссёр          | Автор сценария                     | Дата премьеры  |
| --- | -------------------------------- | ----------------- | ---------------------------------- | -------------- |
| 1 | «Contact» «Контакт»              | Отто Батхёрст     | Кайл Киллен и Стивен Кейн          | 24 марта 2022  |
| В 2552 году Ковенант нападает на аванпост повстанцев на планете Мадригал, истребляя всех, кроме подростка Кван Ха, пока не вмешивается спартанское подразделение «Серебряный отряд». В соседней пещерной системе Мастер Чиф Джон-117 обнаруживает и извлекает камень Предтеч, который реагирует на его прикосновения, отображая таинственные символы и открывая некоторые из его запечатанных детских воспоминаний. Выживший элит Ковенанта становится свидетелем и сообщает об этом Пророку Милосердия. На Пределе доктор Кэтрин Холси конфликтует с адмиралом Парангоски из-за своей работы над новым типом ИИ, основанным на моделях её собственного мозга. Кван отказывается сотрудничать с ККОН, и Мастер Чиф получает приказ казнить её. Он не подчиняется приказу и завоевывает доверие Кван, сняв бронированный шлем, когда та угрожает ему винтовкой. Капитан ККОН Джейкоб Киз приказывает арестовать Мастера Чифа, тот сбегает вместе с Кван. Мастер Чиф понимает, что в детстве рисовал камень Предтеч, а значит, между ним и камнем существует какая-то связь. |                                  |                   |                                    |                |
| 2 | «Unbound» «Без обязательств»     | Отто Батхёрст     | Кайл Киллен и Стивен Кейн          | 31 марта 2022  |
| В одном из воспоминаний молодой Джон ловит дезертира Сорена, своего товарища-спартанца, и позволяет ему скрыться. Убегая от ККОН, Джон отвозит Кван и ключ-камень на Раббл, секретную базу повстанцев, построенную из разбитых астероидов. Там герои встречаются с Сореном, который теперь руководит повстанцами. На Пределе Холси сталкивается с пристальным вниманием к действиям Джона, но обещает решить его трудности с выполнением приказов и любые будущие проблемы подобного рода. Капитан Киз отправляет «Серебряный отряд» найти Джона и вернуть его вместе с камнем и Кван. На Высшем Милосердии выживший Элит с Мадригала рассказывает Пророкам и их подопечной Маки, что Джон активировал реликвию; несмотря на колебания Пророка Милосердия, Маки настаивает, что сама может вернуть камень. На Раббл Сорен знакомит Джона с Рэтом, сумасшедшим отшельником, который когда-то был в плену у Ковенанта. Рэт заставляет Джона раскрыть свою способность активировать камень и намекает, что он ведёт к инопланетному супероружию невиданной разрушительной силы. Потрясённый пережитым, Джон оставляет Кван с Сореном и сдаётся «Серебряному отряду». Его утешает Холси, которая обещает начать новую жизнь и пробуждает собственного клона, чтобы создать Кортану.                           |                                  |                   |                                    |                |
| 3 | «Emergence» «Появление»          | Роэль Рейн        | Кайл Киллен и Стивен Кейн          | 7 апреля 2022  |
| Во флешбеке юную Маки ловят и спасают от пыток Элитов Ковенанта, знающих, что она реагирует на устройство Предтеч. В настоящем Маки возглавляет колонию Лекголо, напавшую на корвет ККОН в попытке найти камень Мадригала. После того, как ККОН стирает все данные корабля, Маки решает отправиться на Мадригал, где этот камень был обнаружен изначально. На Раббл Кван убеждает Сорена отвезти её обратно на Мадригал, чтобы она могла присоединиться к повстанцам, в обмен на дейтерий. На Пределе Парангоски приказывает Миранде Киз за спиной Холси изучить камень. Холси завершает процедуру создания Кортаны (при этом убив свой клон), а затем помещает её в мозг Джона-117 через нейронный имплантат. Кортана, следуя инструкциям Холси, помогает Джону удалить капсулу эмоционального подавителя в его позвоночнике. Мастер Чиф исследует часть города на Пределе, возвращается на базу и снова прикасается к камню; у него появляются воспоминания о родителях, о родной планете Эридан II и о том, как он нарисовал камень Мадригала и второй камень, более крупный и дополняющий первый. Джон, убеждённый, что второй камень находится на Эридане II, убеждает Холси позволить ему отправиться туда.                                                                                         |                                  |                   |                                    |                |
| 4 | «Homecoming» «Возвращение домой» | Роэль Рейн        | Жюстин Джуэл Гиллмер и Стивен Кейн | 14 апреля 2022 |
| На Пределе Кай-125 удаляет свою капсулу эмоционального подавителя и помогает Миранде проанализировать камень Мадригала. Выясняется, что камень связан со «Священным кольцом», которое Ковенант называет «Ореол». На Мадригале Сорен и Кван находят бывших союзников отца Кван, но те отказываются помочь из-за страха перед Ковенантом и новым губернатором Виншером Гратом, поддерживаемым ККОН. Впоследствии корабль Сорена обнаруживают и конфискуют; Кван обращается за помощью к своей тёте и узнает о мистическом племени, которое может найти для нее ответы, но агент Грата убивает тётю. Сорен и Кван едва спасаются от войск Грата и направляются в космопорт, чтобы покинуть планету. На Эридане II Джон, Холси и Кортана осматривают старый дом Джона и находят многочисленные чертежи камней Предтеч. Кортана помогает воссоздать дом, и у Джона появляются четкие воспоминания не только о втором камне, но и о своём детстве, а также о визите Холси, которая играла с ним. Впоследствии Джон приводит Холси в пещеру, где находится камень Предтеч Эридана II. |                                  |                   |                                    |                |
| 5 | «Reckoning» «Расплата»           | Джонатан Либесман | Ричард И. Роббинс и Стивен Кейн    | 21 апреля 2022 |
| На Мадригале Сорен удерживает Кван, но той удаётся сбежать. На Эридане II ККОН готовится закрепить ключ-камень и доставить его обратно на Предел. Маки и Ковенант узнают, где этот камень находится. Джон, прикасаясь к камню, получает четкие воспоминания о том, как Холси и солдаты ONI похитили его в детстве и заменили его клоном; в ярости он пытается убить Холси, но Кортана его отключает. Пока Джон приходит в себя и размышляет над новыми знаниями, прибывает корвет Ковенанта и атакует миссию ККОН, используя наземные силы и воздушную поддержку. ККОН несёт большие потери, Кай тяжело ранена, а Ковенант забирает ключ Эридана II и отступает. Когда корвет покидает планету, с него спускается одиночная капсула, в которой Джон находит Маки. |                                  |                   |                                    |                |
| 6 | «Solace» «Утешение»              | Джонатан Либесман | Силка Луиза и Стивен Кейн          | 28 апреля 2022 |
| Выжившие силы ККОН из миссии на Эридане II возвращаются на Предел. ККОН берёт Маки под опеку; она утверждает, что была пленницей Ковенанта, но ей не доверяют, так как Ковенант обычно не берёт в плен людей. Когда Джон допрашивает Маки, она рассказывает, что они оба «благословлены» способностью активировать технологию Предтеч; дальнейшее медицинское тестирование подтверждает, что Джон и Маки имеют ряд сходств в генетических профилях. Из-за отклонений в поведении Джона и Кай после удаления их эмоциональных подавителей Парангоски назначает Миранду вместо Холси руководителем всех текущих проектов ONI. Когда Миранда встречается с Холси под предлогом получения разрешений, та получает копию скана сетчатки её глаза. Джон, обиженный на Холси из-за лжи о его прошлом, сталкивается с ней и узнаёт о программе «Спартанец», которая предполагает похищение детей для превращения в суперсолдат, замену их смертельно больными клонами, чтобы снять подозрения, и аугментацию с риском деформации или смерти. Джон делится этим с выздоравливающей Кай. Когда он в очередной раз испытывает камень Мадригала, несмотря на предупреждения о возможном риске, у него и Маки одновременно начинаются аритмия и припадки, появляется видение о совместном пребывании на кольце Ореола. |                                  |                   |                                    |                |
| 7 | «Inheritance» «Наследство»       | Джессика Лоури    | Стивен Кейн                        | 5 мая 2022     |
| Пока Сорен, вернувшись на Раббл, занимается космическим пиратством против ККОН, Кван отправляется в пустыни Мадригала, чтобы разыскать племя кочевников-мистиков и получить от него ответы об истинном предназначении своей семьи. Мистики рассказывают, что когда предки Кван поселились на Мадригале, искусственный интеллект Предтеч поручил им охранять портал, который находится где-то на планете. Вернувшись на заброшенный командный аванпост своего отца, Кван находит старые письма, адресованные её прадеду, в которых есть данные о местонахождении портала. К Кван присоединяется Сорен, вернувшийся, чтобы присматривать за ней по просьбе Джона. Сразу после этого аванпост окружают войска Виншера Грата. Кван упорно сопротивляется в надежде убить Грата и освободить Мадригал от его тирании. Она подрывает дейтериевый источник питания аванпоста, в результате взрыва Грат и его люди погибают; затем Кван платит Сорену деньгами, извлеченными из запасов аванпоста, чтобы выполнить условия сделки. Они расстаются, Кван намерена продолжить свою миссию, найти портал и занять место его защитника. |                                  |                   |                                    |                |
| 8 | «Allegiance» «Аллегория»         | Джонатан Либесман | Жюстин Джуэл Гиллмер и Стивен Кейн | 12 мая 2022    |
| Джон, который теперь снова здоров, начинает общаться с Маки и рассматривать её как потенциального союзника после общих видений Ореола. Он узнаёт, что Ковенант охотится за кольцами Ореола из-за пророчества о «Великом путешествии». После нападения Ковенанта на другую планету Джону удаётся убедить ККОН позволить Маки испытать камень, хотя и под наблюдением Миранды. Джон и Маки занимаются сексом. Тем временем Холси получает удалённый доступ к сети ККОН с помощью скана сетчатки глаза Миранды. Она запускает удалённые протоколы, отключающие все коммуникации на базе ККОН, получает под свой прямой контроль спартанцев Риз и Ваннака и приказывает им захватить Джона, Маки и камень. В последнюю секунду Кортана решает предупредить Джона. Риз и Ваннак сдерживают Кай и пытаются сразиться с Джоном, а Миранда обнаруживает, что Маки возглавляла атаку на корвет ККОН. Маки пытается помочь Джону, когда солдаты ККОН сдерживают её и бьют электрошокером, но потом подтверждает свою верность Ковенанту, освобождается и прикасается к камню, посылая ударные волны по всей базе ККОН. После этого она прощается с Джоном через ещё одно совместное видение на Ореоле. |                                  |                   |                                    |                |
| 9 | «Transcendence» «Трансценденция» | Джонатан Либесман | Стивен Кейн                        | 19 мая 2022    |
| Маки сбегает на «Фантоме» Ковенанта, захваченном во время миссии «Серебряного отряда» на Мадригале. Капитан Киз помогает Джону доказать товарищам, что он говорит правду об их похищении в детстве. Холси задерживают, её помощника убивают, но Миранда быстро понимает, что задержанная — это клон настоящей Холси, которая планирует сбежать с Предела. Используя информацию от Маки, Джон с помощью Кортаны определяет местоположение планеты Ковенанта — Хесдур. С разрешения ККОН он возглавляет «Серебряный отряд», чтобы остановить Ковенант и вернуть ключи Предтеч. На Хесдуре отряд вступает в бой с силами Ковенанта, Маки активирует объединенные камни, чтобы вызвать взрыв и спасти Джона; она создаёт звёздную карту, ведущую к Ореолу, и случайно запирает Джона в стазисе. Кай выводит Джона из транса, убив Маки. Победив врага, Джон приказывает Кортане взять под контроль его тело, чтобы он мог одновременно спасти свою команду и забрать камни, не активируя их; его тяжело ранят, Кортана берёт контроль над Джоном и спасает «Серебряный отряд». Кай спрашивает Джона, действительно ли это он за шлемом, но он молча смотрит на неё. |                                  |                   |                                    |                |

### Cезон 2 (2024)
| № | Название                  | Режиссёр      | Автор сценария        | Дата премьеры   |
| --- | ------------------------- | ------------- | --------------------- | --------------- |
| 10 | «Sanctuary» «Убежище»     | Дебс Патерсон | Дэвид Винер           | 8 февраля 2024  |
| После рейда на Хесдур Джона и Кортану хирургическим путем разделяют, что спасает Джону жизнь. Шесть месяцев спустя «Серебряный отряд» отправляется на миссию по эвакуации жителей планеты Убежище; те сопротивляются, пока Ковенант не начинает остеклять планету. Джон спасает морского пехотинца Талию Перес, все сослуживцы которой убиты Элитами. Несколько Элитов с энергетическими мечами окружают Перес и Чифа, но уходят, когда Чиф видит фигуру, похожую на Маки. «Серебряному отряду» чудом удаётся покинуть планету. Вернувшись на Предел, он знакомится с оперативником СВР Джеймсом Акерсоном, заменившим Холси в надзоре за программой «Спартанец». Акерсон даёт понять, что не будет сносить ничего, что построила Холси. Он расспрашивает Джона о его опыте на Убежище, выказывая интерес к предыдущим экспериментам Холси и обеспокоенность из-за сохраняющихся побочных эффектов от имплантации Кортаны в мозг Джона. Последний тайно встречается с Парангоски, уволенной из СВР после скандала связанного с Холси. Она просит Джона найти больше доказательств планов Ковенанта. Тем временем Сорен проявляет интерес к молодому человеку, утверждающему, что видел Холси. Игнорируя опасения своей жены Лаэры, Сорен предлагает ему присоединиться к его команде в надежде поймать Холси, но оказывается в ловушке и под арестом из-за пиратства. Джон приходит в уединённую комнату, где рассматривает голограмму девушки, похожую на Кортану. Тем временем на Раббл Кван находится в пещере с сыном Сорена Кесслером и множеством звёздных карт, нарисованных на потолке. |                           |               |                       |                 |
| 11 | «Sword» «Меч»             | Дебс Патерсон | Ахмаду Гарба          | 8 февраля 2024  |
| Кван Ха, укрывшаяся на Раббл, ускользает из рук нескольких работорговцев. Команда «Кобальт», ещё одна боевая группа спартанцев, отправляется на миссию вместо «Серебряного отряда», так как Акерсон ему не доверяет. Джон рассказывает Кай, что видел Маки в Убежище, и заставляет своих товарищей тренироваться усерднее, ожидая, что Ковенант готовит более масштабное вторжение. Это создаёт нагрузку на Риз, которая восстанавливается после травмы, полученной на Хесдуре. Акерсон сообщает, что Перес не подтвердила показания Джона о событиях в Убежище. Джон идёт к дому Перес и спрашивает, почему она солгала Акерсону. Его приглашают за семейный ужин, Талия говорит, что тоже слышит странные звуки. По её словам, она не рассказала Акерсону об Элитах из-за вины выжившего: все её люди погибли, а она не может объяснить, как уцелела. Акерсон, который держит Холси в плену, использует Кортану, чтобы определить надвигающуюся угрозу, не давая ей допуск к внешним системам, и взаимодействует с камнем Мадригала. Кортана предсказывает, что Ковенант с вероятностью 97 % найдёт планету и вторгнется на неё. Когда команде «Кобальт» не удаётся вернуться со своей миссии, Джон выясняет, что она никогда не покидала Предел. Он понимает, что Ковенант нарушает связь, прежде чем уничтожить планеты, и собирает «Серебряный отряд», так как понимает, что Ковенант тоже находится на Пределе. В другом месте планеты, на базе Меч, эскадрилья Элитов в сопровождении живой Маки уничтожает отряд морских пехотинцев, прежде чем обнаружить большой каменный артефакт Предтеч. |                           |               |                       |                 |
| 12 | «Visegrad» «Вишеград»     | Крейг Зиск    | Мариша Мукерджи       | 15 февраля 2024 |
| «Серебряный отряд» отправляется исследовать Вишеградскую станцию, которая оказывается заброшенной. Команда встречает морских пехотинцев СВР и уходит. Адмирал Киз объявляет ей выговор за несанкционированную вылазку и отстраняет от боевых обязанностей. Это выводит Джона из себя, так как он уверен, что команда «Кобальт» была на станции. На Раббл Кван устраивает засаду на жену Сорена Лаэру. Тем временем Акерсон находится на Пределе со своим отцом, больным деменцией. Выясняется, что его отец был одним из архитекторов города, а сестра была в числе Спартанцев-II и погибла при «отсеивании», не справившись с побочными эффектами улучшений. В морге Киз смотрит на тела членов команды «Кобальт», погибших от плазменных выстрелов. Он считает, что пришло время реализовать «Положение Зима», план действий ККОН на случай чрезвычайных обстоятельств, если силы Ковенанта обнаружат мир-колонию Земли. Акерсон хочет эвакуировать важные активы Предела, так как думает, что он уже потерян. Киз, напротив, хочет остаться и вести бой. Акерсон разговаривает с доктором Холси о продолжении её работы, намекая на создание новой программы «Спартанец». Он говорит, что скорее всего Холси умрёт, но не в одиночестве, и к ней приводят Сорена. Лаэра, Кван и Кесслер хотят покинуть Раббл и найти Сорена. Они угоняют корабль и почти выбираются, но Лаэра попадает в плен к бывшей команде Сорена. Кван спасает Лаэру, убив всех пиратов. На Пределе Джон нейтрализует двух приставленных к нему телохранителей, находит Парангоски и узнаёт, что она всё ещё работает с СВР, а потом встречается с Перес в церкви. Выясняется, что звуки, которые они слышали, были молитвой, произнесённой Арбитром. Акерсон и другие высокопоставленные персоны тайно эвакуируются с Предела. |                           |               |                       |                 |
| 13 | «Reach» «Предел»          | Крейг Зиск    | Том Хеммингс          | 22 февраля 2024 |
| Ваннак забирается на крышу здания связи и видит, как Ковенанты подрывают город. Жители спасаются бегством, семья Перес погибает при взрыве. Чиф и Перес на пути через город, превратившийся в поле битвы, случайно натыкаются на Риз и Луиса. Герои решают вместе прорываться в командный пункт. Луис жертвует собой ради спасения товарищей. На командном пункте уцелевшие встречают Ваннака, который говорит, что броня и Кай пропали. Киз возглавляет остатки подразделения и признаётся, что бойцов из команды «Кобальт» убили Ковенанты. Падение Вишеграда создало слепое пятно в обороне ККОН, и теперь нет возможности узнать, сколько Ковенантов высадилось на Пределе. Ковенанты направляются к электростанциям: выведя их из строя, они отключат массив МРП-орудий, что позволит флоту Ковенанта остеклить планету. Серебряная команда, танк Скорпион и морпехи удерживают мост, чтобы заманить туда как можно больше Ковенантов и взорвать их. Тем временем Сорен и Холси сбегают, когда охрана их уровня содержания отключается. Холси признаётся, что нарочно позволила Сорену уйти: она видела его потенциал и то, как все на него равнялись. Вот почему в ту ночь, когда он сбежал, корабли никто не охранял. Сорен и Холси попадают на командный пункт и отправляются к гражданскому эвакуационному транспорту на крыше, где Перес помогает гражданским сесть на борт. Несколько шакалов взбираются по стене на крышу, чтобы атаковать гражданских, Киз вызывает Серебряную команду наверх, пока морпехи удерживают мост. Киз готовит корабль к взлёту, но оказывается, что топливопроводы не отсоединены. Он выходит, чтобы отсоединить их, его окружают шакалы, и он приказывает Перес взлетать. Двигатели корабля загораются, сжигая и шакалов, и Киза. Серебряная команда добирается до посадочной площадки, Ковенанты снова начинают атаковать. Джон сражается с Арбитром и терпит поражение, но Маки не даёт его убить. Ваннак хватает Игломет и стреляет в Арбитра, но тот убивает его. |                           |               |                       |                 |
| 14 | «Aleria» «Алерия»         | Отто Батхёрст | Бэзил Ли Креймхендаль | 29 февраля 2024 |
| Джон начинает приходить в сознание, пока Сорен и Риз отбиваются от ковенантов. Внезапно массивный брут с молотом пробивает крышу и нападает на спартанцев. В это время прилетают Лаэра и Кван и уничтожают брута ракетами. Риз убегает, чтобы забрать тело Ваннака, по возвращении её ранят в спину. Герои улетают с планеты, пока она остекляется Ковенантом. Джон видит воспоминание о том, как Кортана умоляет Парангоски спасти его, но та предлагает сделку. Тем временем на корабле ковенанта Маки и Арбитр пытаются узнать, что произошло с камнем Мадригала. Кортана отображает голограмму Ореола. Маки уговаривает его отступиться: ведь они провалили миссию по убийству Демона и им грозит казнь. Арбитр разворачивает корабль и отправляется на поиски Ореола. Джон просыпается спустя два дня и узнаёт от Холси, что Предел практически полностью пал. Герои берут курс на Алерию, заброшенную шахтёрскую планету, куда, вероятно, был отправлен сын Сорена. Они обнаруживают, что ККОН похитило Кесслера. Риз удаётся выжить после операции, но теперь она далеко не в боевой форме. Кван узнаёт благодаря виденю, что монстры близко. Холси пытается убедить Джона, что преследование Парангоски, Акерсона и СВР — ложный путь, и что ему следует найти Ореол, так как это может спасти всё человечество. Риз решает остаться на Алерии, так как теперь её бой окончен. Джон не слишком этому рад, но ничего не может с этим поделать. Он улетает с Холси на поиски Акерсона. Выясняется, что Акерсон и Кай находятся на планете Оникс. Кай выходит на улицу и видит целую армию Спартанцев-III в ПСР-броне. |                           |               |                       |                 |
| 15 | «Onyx» «Оникс»            | Отто Батхёрст | Сара МакКэррон        | 7 марта 2024    |
| Перес вербуют в программу «Спартанец-III». Она и несколько других спартанцев готовятся к абордажу корвета ковенантов. В бою погибают все кроме Перес. Выясняется, что всё это была тренировочная симуляция. Кай сама садится в симулятор и запускает бой в том самом коридоре, где погиб Ваннак. Тем временем Джон и Сорен готовятся ворваться на сверхсекретную базу СВР на Ониксе. Джон отвлекает на себя внимание и его окружают морпехи, в то время как Сорен и Лаэра отправляются искать проход на базу. Кван следует за видением шамана, что приводит её к таинственному колодцу. Она прыгает вниз и приземляется на гравитационную площадку, где встречает Холси. В этих туннелях работает и Миранда Киз, раскапывающая нечто похожее на портал. На корабле ковенантов Арбитр клеймит себя Знаком Позора. Маки говорит Кортане, что она больше не может пользоваться артефактами как раньше. Ей нужна помощь Джона, чтобы найти Ореол. Кортана просит использовать систему связи корабля, и Маки, которой уже нечего терять, разрешает ей. Кортана использует это, чтобы связаться с Парангоски, которая тоже находится на Ониксе. Некоторые другие элиты, включая жреца по имени Уто 'Мдама, узнают о передаче Кортаны с их корабля на Оникс. Жрец обвиняет женщину в предательстве и настаивает на её казни. Арбитр готовится казнить Маки своим энергетическим мечом, но вместо этого нападает на Уто и верных ему сангхейли. Джона приводят на базу СВР, где ему удаётся вырваться. Акерсон показывает Кай видеозапись побега Джона и пытается убедить её, что Джон стал предателем и сбежал с Предела из-за Маки. Позже Джон натыкается на Кай, она нокаутирует его. Придя в сознание, Джон видит Кортану, узнаёт, что Ковенант собирается найти Ореол, и прикасается к камню Мадригала. В это же время на корабле Ковенанта загорается артефакт, и Маки подходит, чтобы прикоснуться к нему. |                           |               |                       |                 |
| 16 | «Thermopylae» «Фермопилы» | Дэнни Гордон  | Ахмаду Гарба          | 14 марта 2024   |
| Маки чудом переживает смерть с помощью Кортаны, в то время как Джон ищет на базе свою броню. В это время флот Ковенанта выходит из пространства скольжения в соседней системе, Парангоски приказывает Спартанцам-III выступить против него. Холси, Миранда и Кван исследуют древние руины на Ониксе, которые, по мнению Холси, были построены теми, кто построил Ореол. Она рассказывает, что дети Спартанцы-II были выбраны из-за ключевых генетических маркеров, обнаруженных в руинах. Сорен находит Кесслера, но теряет из виду его и Лаэру в хаотичной драке. Кван активирует руины и открывает дверь в древнюю лабораторию. Акерсон исследует тренировочную симуляцию Спартанцев-III и обнаруживает, что ее цель — вызвать ядерную реакцию, способную уничтожить целую звёздную систему и даже сам Ореол. Он предупреждает об этом Джона и Кай, которые расходятся во мнениях о том, что делать дальше. Джон возвращает свою броню. В подземной лаборатории Холси обнаруживает мумифицированные останки древнего учёного. Миранда забирает из лаборатории один из флаконов. Используя координаты, полученные в её видении, Маки ведёт Арбитра к кольцу Ореол; туда же прибывают Джон и Спартанцы-III во главе с Кай. |                           |               |                       |                 |
| 17 | «Halo» «Ореол»            | Дэнни Гордон  | Дэвид Винер           | 21 марта 2024   |
| Биолог случайно выпускает споры из найденного Холси и Мирандой флакона. Они быстро распространяются среди персонала базы, превращая их в жутких существ. Это превращение происходит с Парангоски и Холси, но Миранда замораживает свою мать в стазисе в надежде найти лекарство. Сорен и Кван спасают Лаэру, Кесслера и (с неохотой) Акерсона. Когда герои убегают, Кван является шаман, которая ненадолго берёт под контроль существ, чтобы выиграть время. Джон, подбросив монету, принимает решение помочь спартанцам. Когда прибывает флот ККОН, начинается космический бой. Перес тяжело ранят, Кай решает пожертвовать собой, чтобы уничтожить ковенантский флот, но прежде чем она это делает, появляется Мастер Чиф и спасает положение. Чиф призывает всех отступить, прежде чем он прорвётся на борт корабля Маки и спасёт Кортану. Кай остаётся на корабле и таранит флагман Ковенанта. Чиф находит сломанный чип Кортаны, она говорит, что загрузила себя в системы корабля, чтобы выжить. Джон загружает Кортану в свою броню. Спустя несколько мгновений корабль терпит крушение на кольце. На Ореоле Джон вступает в жестокую дуэль с Варом 'Гатанаем и убивает его энергетическим мечом. Маки рассказывает, что намерена принести «мир» в галактику, используя Ореол для её стерилизации, и уходит внутрь строения-шпиля. Чиф следует за ней. Выясняется, что всё это время Джона допрашивал смотритель установки 343 Виновная Искра, который предупреждает его, что «оно» ждет Джона глубоко в кольце. |                           |               |                       |                 |

## Производство
Работа над проектом началась в мае 2013 года. Исполнительным продюсером стал Стивен Спилберг, производством занялись Xbox Entertainment Studios и компания Спилберга Amblin Television. Сериал должен был выйти ещё в 2015 году, но сроки были сорваны. 28 июня 2018 года заказ на 10 серий «Halo» получила компания Showtime; Кайл Киллен стал шоураннером, сценаристом и исполнительным продюсером, Руперт Уайатт — режиссёром и исполнительным продюсером. 3 декабря Уайатт ушел из проекта из-за конфликта в расписании и был заменен Отто Батерстом (февраль 2019 года). 18 марта 2019 года Стивен Кейн стал вторым шоураннером, 24 февраля 2021 года сериал был перенесен из Showtime в Paramount+.
В апреле — августе 2019 года был сформирован актёрский коллектив. Главную роль получил Пабло Шрайбер, к нему присоединились Йерин Ха, Наташа Макэлхон, Боким Вудбайн, Шабана Азми, Бентли Калу, Наташа Кульзак и Кейт Кеннеди. В ноябре 2020 года Джен Тейлор заменила Макэлхон в роли Кортаны. По словам креативного директора CBS Дэвида Невинса, сериал «отразит внутреннее волнение от игры, а также гораздо более глубокий эмоциональный опыт, связанный со спартанцами, людьми, которым изменили человеческую сущность химическим и генетическим путем».
Основные съемки начались в октябре 2019 года, причём создатели сериала успели снять больше половины сезона до начала пандемии коронавируса. В конце 2021 года стало известно, что сюжет сериала не будет напрямую связан с играми серии. Премьера состоялась 24 марта 2022 года на стриминговом сервисе Paramount+. Ещё до этого сериал был продлён на второй сезон, который начали показывать 8 февраля 2024 года. 19 июля стало известно, что третьего сезона не будет.

## Оценки
Рейтинг первого сезона на сайте Rotten Tomatoes составляет 70 % на основании 64 рецензий критиков со средней оценкой 6,75 из 10 возможных. Консенсус критиков на сайте гласит: «Halo слишком напоминает лучшие научно-фантастические сериалы, чтобы стать полноценной элитой, но проблески надежды и верность исходному материалу говорят о том, что он ещё не вышел из боя». На сайте Metacritic первый сезон получил оценку в 61 баллов из 100 возможных на основании 19 обзоров, что означает «в целом благоприятные отзывы».
Джесси Шедин из IGN оценил первый сезон на 7 баллов из 10, признав, что это «ни в коем случае не идеальная адаптация любимого исходного материала». Однако позже он отметил, что в экранизации есть риск, который, «как правило, окупается». Джин Парк из The Washington Post раскритиковал сценарий сериала: по его словам, в «Halo» есть отличные сцены, но их слишком мало. Тодду Мартенсу из Los Angeles Times не понравился в сценарии переход от повествования, основанного на персонаже, к повествованию, основанному на сюжете. Маркус Лехто, один из авторов Halo: Combat Evolved, заявил, что шоу не похоже на созданную им игру, но позже уточнил, что никогда не говорил, будто сериал ему не нравится.
Второй сезон получил более позитивные отзывы; некоторые критики сочли, что он значительно лучше первого. Хейден Мирс из IGN оценил первые четыре эпизода на 7 баллов из 10, написав, что сезон «получился более последовательным и вдохновенным, чем первый». Сюжетную линию Кван Ха некоторые рецензенты раскритиковали как бессвязную и оторванную от основного сюжета.
Темой отдельной дискуссии стала сцена в восьмой серии первого сезона, где Мастер Чиф/Джон и Маки занимаются сексом. Высказывались разные мнения об уместности этой сцены, об этичности поведения Мастера Чифа и о том, насколько оно соотносится с каноном. Исполнительный продюсер шоу Кики Вулфкилл рассказала, что творческая команда долго думала, нужно ли это снимать, и в конце концов согласилась с необходимостью такой сцены ради очеловечивания Джона. Пабло Шрайбер назвал включение этой сцены в сезон «огромной ошибкой»: по его словам, он изначально был против, но к нему не прислушались.